# Saverio Cassar
Saverio Cassar (Għajnsielem, 29 de diciembre de 1746-16 de diciembre de 1805) fue un sacerdote maltés que ocupó el cargo de gobernador de la isla de Gozo en su efímero período como Estado independiente entre 1798 y 1801.

## Biografía
Nació en Għajnsielem (Gozo) el 29 de diciembre de 1746. Estudió en Roma y fue ordenado sacerdote el 30 de marzo de 1771. Ocupó los cargos de arcipreste de la iglesia matriz de Gozo desde 1773 y provicario de Gozo desde 1775.
El 3 de septiembre de 1798, los habitantes de Gozo se rebelaron contra los ocupantes franceses y, el día 18, Cassar fue designado jefe de gobierno y superintendente de la isla. Las guarniciones francesas de La Ciudadela y Fort Chambray se rindieron a los británicos el 28 y 29 de octubre, cuando estos últimos reconocieron a Cassar como gobernante. En este período Gozo fue un Estado independiente, aunque reconocían como rey a Fernando III de Sicilia. Cassar también solicitó que se estableciera una diócesis en Gozo separada de la de Malta, algo que no ocurrió hasta 1864.
El 20 de agosto de 1801, los británicos depusieron a Cassar y nombraron gobernador de Gozo a Emmanuele Vitale a consecuencia de la desaprobación del Congreso Maltés en Mdina. Falleció el 16 de diciembre de 1805.